# Durisdeer
 (septembre 2023).
Durisdeer est un village situé dans le Dumfries and Galloway, en Écosse.